# Pteris chiapensis
Pteris chiapensis là một loài thực vật có mạch trong họ Pteridaceae. Loài này được A.R. Sm. miêu tả khoa học đầu tiên năm 1975.